# Удовенко, Виктор Григорьевич
Виктор Григорьевич Удовенко — советский хозяйственный, государственный и политический деятель.

## Биография
Родился в 1930 году в Славянске. Член КПСС.
С 1953 года — на хозяйственной, общественной и политической работе. В 1953—1987 гг. — помощник мастера, мастер мартеновского цеха № 2, начальник смены, начальник цеха, заместитель главного инженера, главный инженер Нижнетагильского металлургического комбината, главный инженер Карагандинского металлургического комбината, директор Нижнетагильского металлургического комбината.
За разработку, освоение и внедрение на НТМК имени В. И. Ленина новой технологии выплавки ванадиевого чугуна в доменных печах большого объёма и переработки его в ванадиевый шлак и сталь кислородно-конверторным дуплекс-процессом, обеспечившей достижение высоких технико-экономических показателей был в составе коллектива удостоен Государственной премии СССР в области науки и техники 1976 года.
Делегат XXVII съезда КПСС.
Умер в Нижнем Тагиле в 1988 году.
Почетный гражданин города Нижний Тагил (2003).